# Faro Technologies

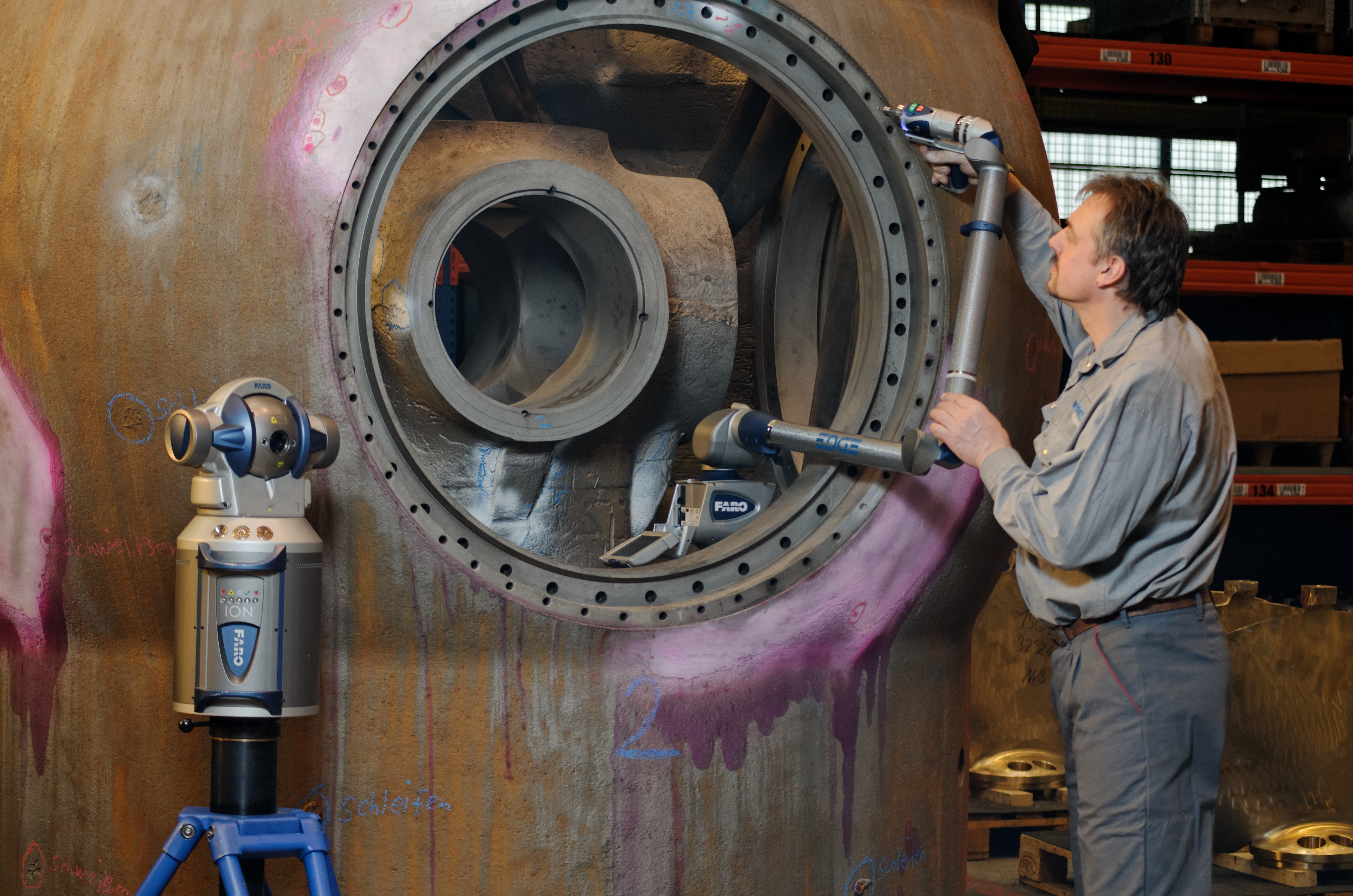
FARO-lasertracker in gebruik

FARO Technologies Inc. is een industriebedrijf dat zich gespecialiseerd heeft in de productie van draagbare meettechniek. Het bedrijf is in 1981 opgericht en staat sinds 1989 genoteerd aan de NASDAQ. FARO ontwikkelt en verkoopt CAM2-systemen (Computer Aided Manufacturing Measurement).

## Bedrijfsstructuur
De centrale vestiging van het bedrijf is gevestigd in Lake Mary, Florida. De Europese en Aziatische markt worden bewerkt door de hoofdkantoren in Stuttgart en Singapore. FARO heeft overige kantoren op verschillende locaties in Azië, Amerika en Europa en heeft wereldwijd meer dan 1000 medewerkers in dienst. FARO Technologies is ISO 9001 gecertificeerd en geregistreerd als ISO-17025 Laboratory.
Met meer dan 30.000 installaties en 18.000 klanten wereldwijd behoort FARO tot de leiders op de wereldmarkt op het gebied van mobiele 3D-meetinstrumenten. Andere aanbieders op deze markt zijn Z+F, Leica Geosystems en APISensors (trackers), Cimcore, Romer en Zettmess (meetarmen).